# Speedcubing-Weltmeisterschaften 2007
Die 4. Speedcubing-Weltmeisterschaften wurden vom 5. bis 7. Oktober 2007 im Hotel Novotel Budapest Congress ausgetragen. 214 Teilnehmer aus 28 Ländern traten in 17 Disziplinen an.

## Weltrekorde
Folgende Weltrekorde wurden in diesem Turnier aufgestellt:
- Łukasz Ciałoń in der Disziplin 2×2×2; 3,91 Sekunden (Durchschnitt)
- Mátyás Kuti in der Disziplin 5×5×5; 1 Minuten 45,07 Sekunden (Durchschnitt)
- Ryan Patricio in der Disziplin 3×3×3 einhändig; 21,13 Sekunden (Durchschnitt)
- Erik Akkersdijk in der Disziplin Megaminx; 1 Minuten 17,46 Sekunden (Einzelergebnis)
- Erik Akkersdijk in der Disziplin Megaminx; 1 Minuten 19,16 Sekunden (Durchschnitt)
- Rafał Guzewicz in der Disziplin 3×3×3 Multi-Blind; 6/6 47 Minuten 58 Sekunden (Einzelergebnis)

## Ergebnisse
Im Folgenden sind die ersten drei Plätze in den jeweiligen Disziplinen aufgelistet (Das entscheidende Ergebnis ist fett hervorgehoben):

### 3×3×3
| Platz | Teilnehmer    | Durchschnittszeit in Sekunden | Zeiten aller Lösungsversuche in Sekunden | Zeiten aller Lösungsversuche in Sekunden | Zeiten aller Lösungsversuche in Sekunden | Zeiten aller Lösungsversuche in Sekunden | Zeiten aller Lösungsversuche in Sekunden |
| ----- | ------------- | ----------------------------- | ---------------------------------------- | ---------------------------------------- | ---------------------------------------- | ---------------------------------------- | ---------------------------------------- |
| 1.    | Yu Nakajima   | 12,46                         | 11,50                                    | 13,43                                    | 14,38                                    | 12,16                                    | 11,78                                    |
| 2.    | Andrew Kang   | 13,05                         | 15,33                                    | 15,18                                    | 11,90                                    | 10,88                                    | 12,06                                    |
| 3.    | Mitsuki Gunji | 13,05                         | 12,66                                    | 16,50                                    | 12,41                                    | 12,61                                    | 13,88                                    |

### 2×2×2
| Platz | Teilnehmer     | Durchschnittszeit in Sekunden | Zeiten aller Lösungsversuche Sekunden | Zeiten aller Lösungsversuche Sekunden | Zeiten aller Lösungsversuche Sekunden | Zeiten aller Lösungsversuche Sekunden | Zeiten aller Lösungsversuche Sekunden |
| ----- | -------------- | ----------------------------- | ------------------------------------- | ------------------------------------- | ------------------------------------- | ------------------------------------- | ------------------------------------- |
| 1.    | Łukasz Ciałońo | 3,91                          | 4,28                                  | 3,65                                  | 4,96                                  | 3,27                                  | 3,80                                  |
| 2.    | Milán Baticz   | 4,63                          | 3,84                                  | 3,40                                  | 5,00                                  | 5,04                                  | 5,87                                  |
| 3.    | Mátyás Kuti    | 4,73                          | 3,78                                  | 4,81                                  | 5,46                                  | 5,44                                  | 3,93                                  |

### 4×4×4
| Platz | Teilnehmer      | Durchschnittszeit in Minuten:Sekunden | Zeiten aller Lösungsversuche in Minuten:Sekunden | Zeiten aller Lösungsversuche in Minuten:Sekunden | Zeiten aller Lösungsversuche in Minuten:Sekunden | Zeiten aller Lösungsversuche in Minuten:Sekunden | Zeiten aller Lösungsversuche in Minuten:Sekunden |
| ----- | --------------- | ------------------------------------- | ------------------------------------------------ | ------------------------------------------------ | ------------------------------------------------ | ------------------------------------------------ | ------------------------------------------------ |
| 1.    | Mátyás Kuti     | 1:02,37                               | 1:02,78                                          | 57,43                                            | 1:10,36                                          | 1:06,61                                          | 57,71                                            |
| 2.    | Milán Baticz    | 1:02,92                               | 1:14,90                                          | 59,00                                            | 1:04,40                                          | 1:05,36                                          | 57,08                                            |
| 3.    | Erik Akkersdijk | 1:03,69                               | 1:10,00                                          | 1:12,63                                          | 58,63                                            | 1:01,13                                          | 59,94                                            |

### 5×5×5
| Platz | Teilnehmer      | Durchschnittszeit in Minuten:Sekunden | Zeiten aller Lösungsversuche in Minuten:Sekunden | Zeiten aller Lösungsversuche in Minuten:Sekunden | Zeiten aller Lösungsversuche in Minuten:Sekunden | Zeiten aller Lösungsversuche in Minuten:Sekunden | Zeiten aller Lösungsversuche in Minuten:Sekunden |
| ----- | --------------- | ------------------------------------- | ------------------------------------------------ | ------------------------------------------------ | ------------------------------------------------ | ------------------------------------------------ | ------------------------------------------------ |
| 1.    | Mátyás Kuti     | 1:45,07                               | 1:46,65                                          | 1:46,78                                          | 1:43,69                                          | 1:44,88                                          | 1:43,68                                          |
| 2.    | Frédérick Badie | 1:49,90                               | 1:48,50                                          | 1:46,28                                          | 1:47,84                                          | 3:43,68                                          | 1:53,36                                          |
| 3.    | Takayuki Ookusa | 1:50,46                               | 1:50,65                                          | 1:52,58                                          | 1:59,77                                          | 1:48,15                                          | 1:47,65                                          |

### 3×3×3 Blind
| Platz | Teilnehmer        | Zeiten aller Lösungsversuche in Minuten:Sekunden | Zeiten aller Lösungsversuche in Minuten:Sekunden | Zeiten aller Lösungsversuche in Minuten:Sekunden |
| ----- | ----------------- | ------------------------------------------------ | ------------------------------------------------ | ------------------------------------------------ |
| 1.    | Rafał Guzewicz    | 2:04,00                                          | DNF                                              | 1:32,53                                          |
| 2.    | Shotaro Makisumio | DNF                                              | 1:39,56                                          | DNF                                              |
| 3.    | Tyson Mao         | DNF                                              | 1:43,32                                          | DNF                                              |

### 3×3×3Fewest Moves
| Platz | Teilnehmer         | Ergebnis |
| ----- | ------------------ | -------- |
| 1.    | Zbigniew Zborowski | 35       |
| 2.    | Piotr Kózka        | 37       |
| 2.    | Yumu Tabuchi       | 37       |

### 3×3×3 einhändig
| Platz | Teilnehmer    | Durchschnittszeit in Sekunden | Zeiten aller Lösungsversuche in Sekunden | Zeiten aller Lösungsversuche in Sekunden | Zeiten aller Lösungsversuche in Sekunden | Zeiten aller Lösungsversuche in Sekunden | Zeiten aller Lösungsversuche in Sekunden |
| ----- | ------------- | ----------------------------- | ---------------------------------------- | ---------------------------------------- | ---------------------------------------- | ---------------------------------------- | ---------------------------------------- |
| 1.    | Ryan Patricio | 21,13                         | 22,46                                    | 21,53                                    | 19,18                                    | 19,41                                    | 27,40                                    |
| 2.    | Milán Baticz  | 23,31                         | 19,52                                    | 20,94                                    | 26,06                                    | 25,09                                    | 23,90                                    |
| 3.    | Dan Dzoan     | 23,32                         | 25,05                                    | 21,06                                    | 22,78                                    | 23,58                                    | 23,59                                    |

### Clock
| Platz | Teilnehmer                 | Durchschnittszeit in Sekunden | Zeiten aller Lösungsversuche in Sekunden | Zeiten aller Lösungsversuche in Sekunden | Zeiten aller Lösungsversuche in Sekunden |
| ----- | -------------------------- | ----------------------------- | ---------------------------------------- | ---------------------------------------- | ---------------------------------------- |
| 1.    | Ernesto Fernández Regueira | 11,20                         | 10,37                                    | 11,53                                    | 11,71                                    |
| 2.    | Mitsuki Gunji              | 11,54                         | 10,69                                    | 10,21                                    | 13,73                                    |
| 3.    | Mátyás Kuti                | 12,92                         | 10,06                                    | 11,12                                    | 17,58                                    |

### Megaminx
| Platz | Teilnehmer      | Durchschnittszeit in Sekunden | Zeiten aller Lösungsversuche in Sekunden | Zeiten aller Lösungsversuche in Sekunden | Zeiten aller Lösungsversuche in Sekunden |
| ----- | --------------- | ----------------------------- | ---------------------------------------- | ---------------------------------------- | ---------------------------------------- |
| 1.    | Erik Akkersdijk | 1:19,16                       | 1:19,60                                  | 1:17,46                                  | 1:20,43                                  |
| 2.    | Stefan Pochmann | 1:23,79                       | 1:23,53                                  | 1:21,96                                  | 1:25,89                                  |
| 3.    | Stefan Łapicki  | 1:43,47                       | 1:41,41                                  | 1:43,52                                  | 1:45,48                                  |

### Pyraminx
| Platz | Teilnehmer       | Durchschnittszeit in Sekunden | Zeiten aller Lösungsversuche in Sekunden | Zeiten aller Lösungsversuche in Sekunden | Zeiten aller Lösungsversuche in Sekunden | Zeiten aller Lösungsversuche in Sekunden | Zeiten aller Lösungsversuche in Sekunden |
| ----- | ---------------- | ----------------------------- | ---------------------------------------- | ---------------------------------------- | ---------------------------------------- | ---------------------------------------- | ---------------------------------------- |
| 1.    | Grzegorz Łuczyna | 6,74                          | 6,37                                     | 7,29                                     | 9,89                                     | 5,73                                     | 6,55                                     |
| 2.    | Piotr Kózka      | 7,64                          | 10,15                                    | 8,23                                     | 8,26                                     | 6,42                                     | 6,02                                     |
| 3.    | Mátyás Kuti      | 7,97                          | 10,96                                    | 8,56                                     | 8,39                                     | 6,62                                     | 6,96                                     |

### Square-1
| Platz | Teilnehmer       | Durchschnittszeit in Sekunden | Zeiten aller Lösungsversuche in Sekunden | Zeiten aller Lösungsversuche in Sekunden | Zeiten aller Lösungsversuche in Sekunden |
| ----- | ---------------- | ----------------------------- | ---------------------------------------- | ---------------------------------------- | ---------------------------------------- |
| 1.    | Grzegorz Prusak  | 21,34                         | 21,45                                    | 22,18                                    | 20,40                                    |
| 2.    | Lars Vandenbergh | 26,88                         | 26,15                                    | 26,18                                    | 28,32                                    |
| 3.    | Michał Robaczyk  | 28,46                         | 30,59                                    | 27,40                                    | 27,39                                    |

### 4×4×4 Blind
| Platz | Teilnehmer     | Zeiten aller Lösungsversuche in Minuten:Sekunden | Zeiten aller Lösungsversuche in Minuten:Sekunden |
| ----- | -------------- | ------------------------------------------------ | ------------------------------------------------ |
| 1.    | Chris Hardwick | DNF                                              | 12:01,00                                         |
| 2.    | Dror Vomberg   | DNF                                              | 12:22,00                                         |
| 3.    | Yumu Tabuchi   | DNF                                              | 12:58,00                                         |

### 5×5×5 Blind
| Platz | Teilnehmer      | Ergebnis in Minuten:Sekunden |
| ----- | --------------- | ---------------------------- |
| 1.    | Bernett Orlando | 55:39,00                     |

### 3×3×3 Multi-Blind
| Platz | Teilnehmer      | Ergebnis (Zeit in Minuten:Sekunden) |
| ----- | --------------- | ----------------------------------- |
| 1.    | Rafał Guzewicz  | 6/6 47:58                           |
| 2.    | Bernett Orlando | 3/3 27:04                           |
| 3.    | Sinpei Araki    | 2/2 12:12                           |

### 3×3×3 mit Füßen
| Platz | Teilnehmer      | Ergebnis in Minuten:Sekunden |
| ----- | --------------- | ---------------------------- |
| 1.    | Anssi Vanhala   | 49,33                        |
| 2.    | Erik Akkersdijk | 1:11,56                      |
| 3.    | Oliver Wolff    | 1:48,31                      |

### Magic
| Platz | Teilnehmer     | Durchschnittszeit in Sekunden | Zeiten aller Lösungsversuche in Sekunden | Zeiten aller Lösungsversuche in Sekunden | Zeiten aller Lösungsversuche in Sekunden | Zeiten aller Lösungsversuche in Sekunden | Zeiten aller Lösungsversuche in Sekunden |
| ----- | -------------- | ----------------------------- | ---------------------------------------- | ---------------------------------------- | ---------------------------------------- | ---------------------------------------- | ---------------------------------------- |
| 1.    | Róbert Örkényi | 1,19                          | 1,06                                     | 1,01                                     | 1,40                                     | DNF                                      | 1,12                                     |
| 2.    | Mátyás Kuti    | 1,20                          | 0,98                                     | 1,67                                     | 2,03                                     | 0,93                                     | 0,96                                     |
| 3.    | Tim Reynolds   | 1,23                          | 1,15                                     | 1,31                                     | 1,31                                     | 1,21                                     | 1,18                                     |

### Master Magic
| Platz | Teilnehmer     | Durchschnittszeit in Sekunden | Zeiten aller Lösungsversuche in Sekunden | Zeiten aller Lösungsversuche in Sekunden | Zeiten aller Lösungsversuche in Sekunden | Zeiten aller Lösungsversuche in Sekunden | Zeiten aller Lösungsversuche in Sekunden |
| ----- | -------------- | ----------------------------- | ---------------------------------------- | ---------------------------------------- | ---------------------------------------- | ---------------------------------------- | ---------------------------------------- |
| 1.    | Máté Horváth   | 2,24                          | 2,14                                     | 2,71                                     | 2,45                                     | 2,14                                     | 2,03                                     |
| 2.    | Mátyás Kuti    | 2,80                          | 3,34                                     | 3,09                                     | 2,21                                     | 2,47                                     | 2,85                                     |
| 3.    | Bálint Horváth | 2,98                          | 3,13                                     | 2,97                                     | 2,62                                     | DNF                                      | 2,83                                     |